# Vitisin B (piranoantocijanin)
Vitisin B je prirodni fenol prisutan u crvenim vinima. It is a pyranoanthocyanin.